# Abrótano
Abrótano (Artemisia abrotanum) é um nome comum de uma planta aromática da família Asteraceae encontrada na Europa, com propriedades medicinais. Também é conhecida por muitos nomes como "aurónia", "losna", "abrótega", "abrótica", "abrótono", "alfacinha-do-rio", "artemísia", "erva-lombrigueira".

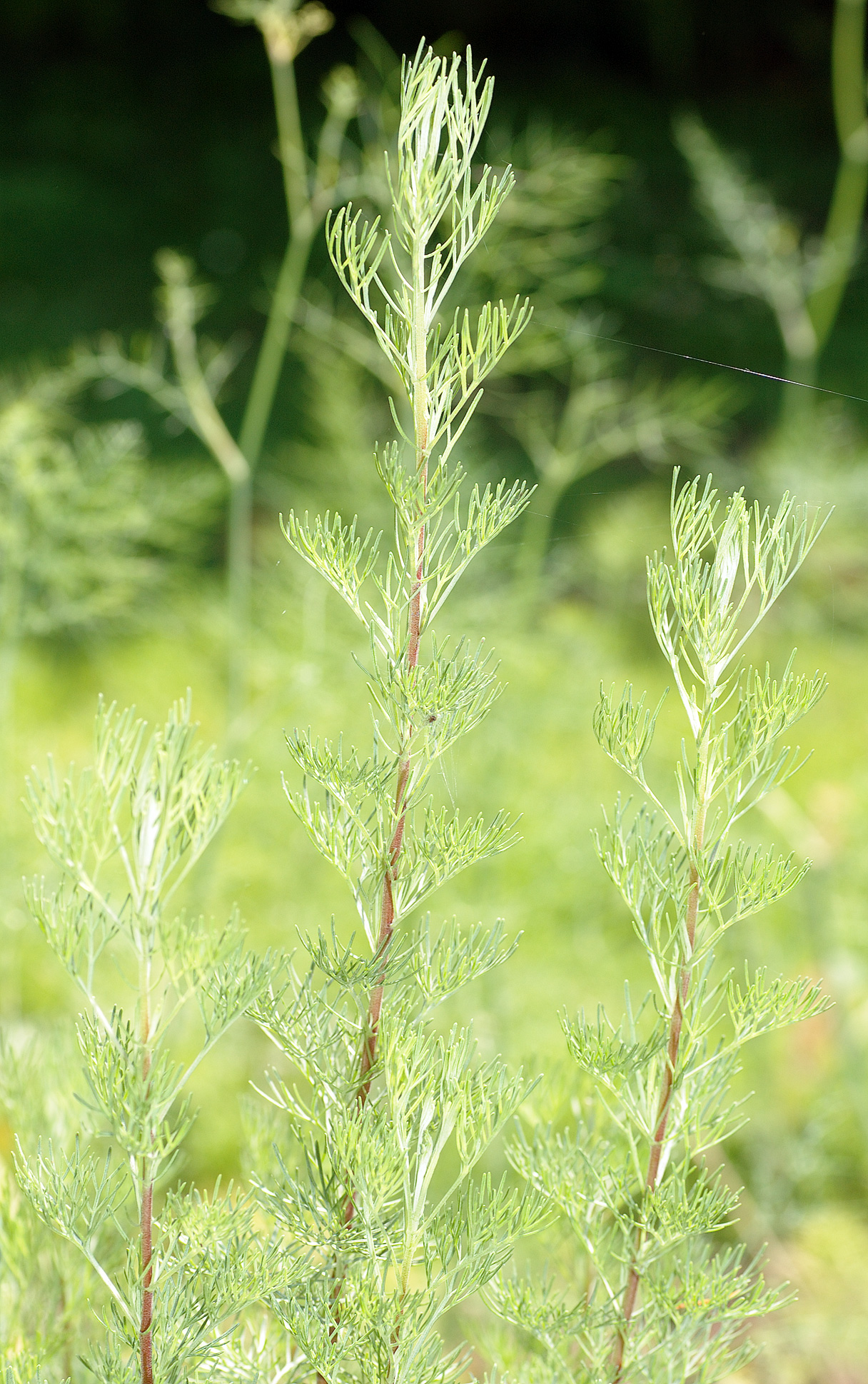

O abrótano juntamente com artemísia e absinto formam o género Artemisia, que leva o nome de uma deusa da mitologia greco-romana, Ártemis. O abrótano tem forte odor de cânfora e foi historicamente utilizada como uma erva aromatizante de ambientes.
Ele forma um pequeno arbusto espesso, que é amplamente cultivada por jardineiros. As folhas são pequenas, estreitas e de penas; suas pequenas flores são amarelas. Ele pode ser facilmente propagados por estacas ou por divisão das raízes.

## Usos

### Medicamentos
O abrótano é antisséptico e mata vermes intestinais. Foi utilizado no tratamento do fígado, baço e problemas de estômago. É raramente utilizada medicinalmente hoje, exceto na Alemanha, cataplasmas, onde são colocadas as feridas, lascas e as condições da pele e é utilizado ocasionalmente para tratar queimaduras. As folhas são misturadas com outras ervas em banhos aromáticos e é dito para combater a insônia. Uma infusão das folhas é dito para funcionar como um repelente natural de insetos quando aplicadas na pele ou, se utilizados como lavar o cabelo e é dito para combater a caspa. Também era feita para combater asma, frieira, tuberculose, dirtúbios menstruais.

### Histórico
Os romanos acreditavam que os homens protegidos de impotência. Diz-se também que os homens jovens em áreas como a Espanha e a Itália esfregava as folhas frescas de abrótano em seus rostos para promover o crescimento da barba.
Nas áreas rurais, onde o abrótano era conhecido como "amor de jovem" e "seduzindo a moça", a erva adquiriu uma reputação para aumentar a virilidade dos homens jovens. Foi popularmente empregada em poções de amor e meninos adolescentes esfregou uma pomada no rosto para acelerar o crescimento de pelos faciais. O abrótano foi colocado debaixo do colchão na Grécia Antiga e Roma Antiga para despertar a luxúria em seus ocupantes.

### Outros
Um corante amarelo pode ser extraído dos galhos da planta, para uso com lã. Suas folhas secas são usadas para manter as traças longe de roupeiros. Queimado como um incenso, o abrótano combatia contra problemas de todos os tipos, e espanta cobras. O óleo volátil das folhas é responsável pela forte, acentuado, aroma que repele traças e outros insetos. Era costume colocar a erva, entre roupas, ou pendurá-las nos armários, e esta é a origem do seu nome em francês (garderobe): "guarda-roupas". Juízes preparavam ramos de abrótano e a arruda, para se protegerem de doenças contagiosas do prisioneiro, e alguns paroquianos invocado aroma acentuado da erva para mantê-los acordados durante longos sermões.
O pungente, folhas e flores perfumadas são usadas em chás. Os brotos jovens foram usados para deixar sabor em bolos e pudins. Na Itália, é usada como uma erva culinária.